# Cirsotrema varicosum
Cirsotrema varicosum (nomeada, em inglês, varicose wentletrap ou abbreviated wentletrap -sing.) é uma espécie de molusco gastrópode marinho da família Epitoniidae, na ordem Caenogastropoda. Foi classificada por Jean-Baptiste de Lamarck, em 1822, e descrita originalmente como Scalaria varicosa, sendo distribuída do sudeste da África ao Japão, Filipinas e Indonésia (no Sudeste Asiático), até o sudoeste do Pacífico, na Austrália e Nova Caledônia; considerada a espécie-tipo de seu gênero.

## Descrição da concha e hábitos
Possui uma concha turriforme, de branca a cinzenta, com abertura circular e sem canal sifonal, com relevo dotado de estrias crenuladas, axiais e grossas, e podendo ter varizes em sua espiral; atingindo até os 7 centímetros de comprimento, sendo a maior espécie do gênero Cirsotrema, e cujas protoconchas podem estar danificadas ou ausentes. Seu habitat é a zona nerítica, se alimentando de anêmonas-do-mar e sendo encontrada em substratos de areia e entulho de coral entre os 2 aos 25 metros de profundidade.

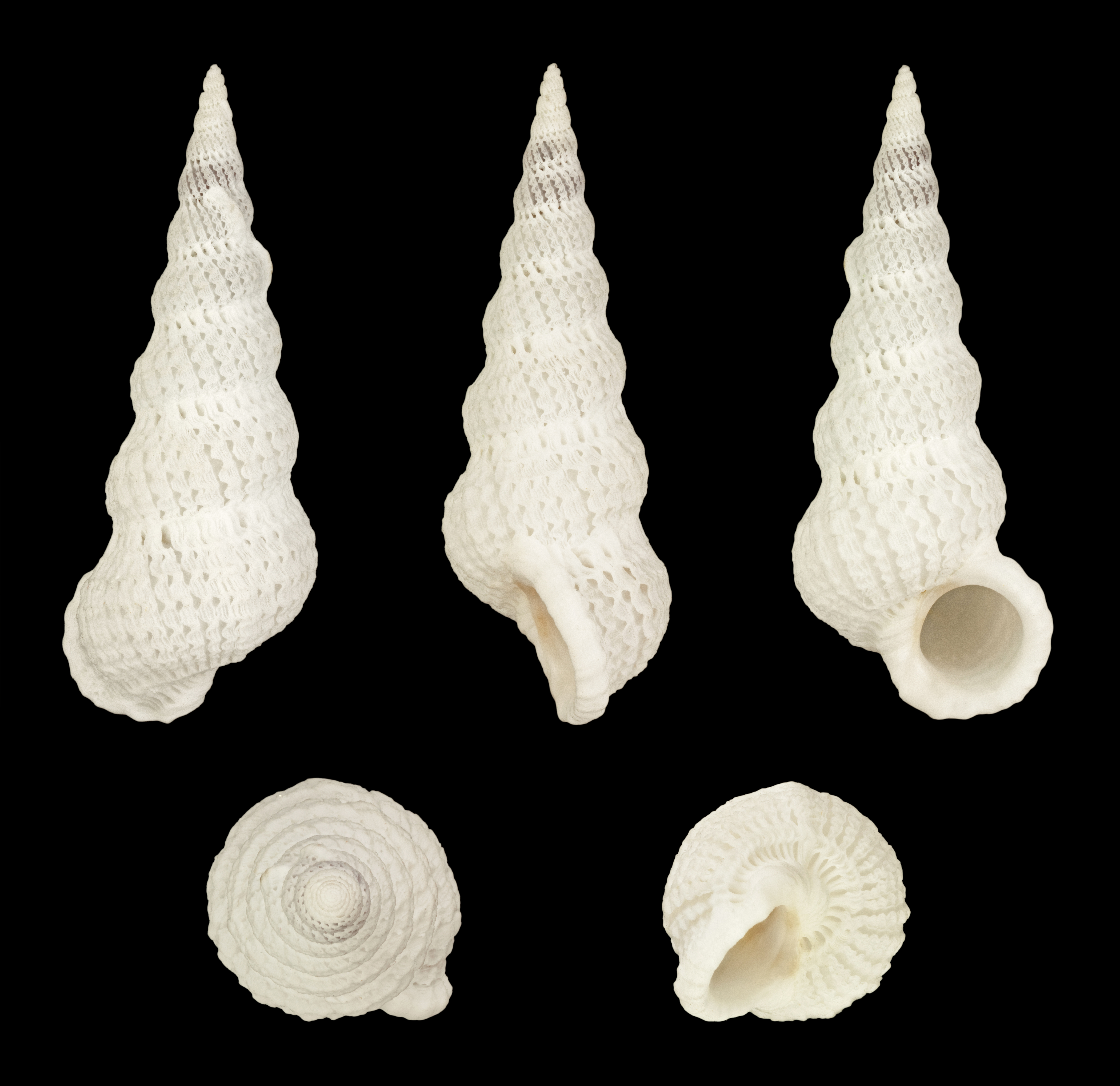
Cinco vistas da concha de C. varicosum; espécime de Cebu, Filipinas.

## Distribuição geográfica
Esta espécie está distribuída pelo sudeste da África (Tanzânia e Moçambique) ao Japão, Filipinas e Indonésia (no Sudeste Asiático), até o sudoeste do Pacífico (Queensland, Austrália; Nova Caledônia)., na região do Indo-Pacífico.